# 커쥔슝
커쥔슝(중국어: 柯俊雄, 병음: Kē Jùnxióng, 한자음: 가준웅, 영어: Chun Hsiung Ko, 1945년 1월 15일 ~ 2015년 12월 5일)은 대만의 배우, 영화 감독, 프로듀서, 정치인이다.

## 주요 이력
1945년 1월 15일에 가오슝시에서 태어났으며 국립 타이완 예술 대학을 졸업했다. 영화 《아녀정심》, 《팔백장사》, 《흑야괴객》, 《엽두》, 《용의 가족》, 드라마 《풍수세가》, 《얼자》 등에서 주연을 맡았고 1979년, 1999년에 금마장 최우수 남우주연상을 수상했다. 또한 2005년 2월 1일부터 2008년 1월 31일까지 신주시에서 선출된 중국 국민당·타이완 농민당 소속 입법원 의원을 역임하기도 했다. 2015년 12월 5일에 폐암으로 인해 향년 70세를 일기로 사망했다.

## 출연 작품

### 영화
- 2008년 《탄.도》
- 2005년 《아수》
- 2000년 《성월궤도》
- 1999년 《일대효웅 조조》
- 1996년 《성월궤도》
- 1995년 《나유일천부상니》
- 1994년 《천인참》
- 1993년 《이역 2 - 고군》
- 1991년 《이역》
- 1990년 《북경의 붉은 물결》
- 1990년 《화소도》
- 1989년 《강호 최후의 보스》
- 1989년 《용두쟁패》
- 1989년 《용의 가족》
- 1989년 《성룡의 미라클》
- 1988년 《살출향항》
- 1988년 《강호정 2 - 영웅호한》
- 1988년 《의본무언》
- 1988년 《강호정》
- 1987년 《봉화가인》
- 1986년 《탈보계상계》
- 1984년 《지분쌍포》
- 1984년 《정인，간도》
- 1983년 《풍수이십년》
- 1982년 《지분기병》
- 1982년 《아적야야》
- 1982년 《Z 특공대》
- 1982년 《엽두》
- 1981년 《혈전냉응보》
- 1979년 《백전보산하》
- 1977년 《작일총총》
- 1975년 《팔백장사》
- 1974년 《룩스 오브 홍콩》
- 1973년 《흑야괴객》
- 1972년 《심란의 고사》